# 滇原雞屬
滇原雞屬（屬名：Diangallus）是雉科下一種已滅絕的鳥類，近似原雞屬，生存於中新世晚期的亞洲，化石出土於中國雲南省祿豐縣石灰壩。
滇原雞的化石是挖掘西瓦古猿化石時一起出土的，同一地點還發掘出鴨屬、潛鴨屬、竹雞屬、雉屬、雲南雀屬的化石。